# Haut-Clocher
Haut-Clocher település Franciaországban, Moselle megyében. Lakosainak száma 349 fő (2022. január 1.). Haut-Clocher Bébing, Belles-Forêts, Dolving, Fribourg, Gosselming, Langatte, Saint-Jean-de-Bassel és Sarrebourg községekkel határos.

## Népesség
A település népességének változása:
| Lakosok száma | 305  | 325  | 319  | 331  | 329  | 335  | 348  | 355  | 355  | 349  |
|               | 1968 | 1982 | 1990 | 2006 | 2013 | 2015 | 2017 | 2019 | 2020 | 2022 |